# 斗部
斗部，為漢字索引中的部首之一，康熙字典214個部首中的第六十八個（四劃的則為第八個）。在傳統漢字與中文簡化字中，其都被歸為四劃部首。斗部通常是從下、右方均可為部字。且無其他部首可用者將部首歸為斗部。

## 部首單字解釋
1. 量器的一種，有柄，口大底小的方形量器，可容十升。也用作容量名。
2. 古酒器名，用來打酒的器具。
3. 形狀像斗的物品。
4. 形容斗般大小，即狹小的。
5. 險峻的。通「陡」。
6. 忽然、猝然。通「陡」。
7. 指紋的一種，旋轉成圓形的叫斗。
8. 星宿名。參「斗宿」。
9. 姓。見萬姓統譜 · 八八。
10. 龐大的。

## 字形

商代甲骨文
春秋金文
戰國金文
戰國秦簡
《說文》小篆

## 名稱
- 漢語：斗部（拼音：dǒubù　注音：ㄉㄡˇ ㄅㄨˋ）
- 日語：
- 朝鲜語：

## 字例
| 除部首外之筆劃 | 字例 -{  |
| -------------- | -------- |
| 0              | 斗       |
| 2              | 㪲㪳     |
| 3              | 斘       |
| 4              | 㪴       |
| 5              | 㪵𣁲     |
| 6              | 㪶斚料   |
| 7              | 㪷斛斜   |
| 8              | 㪸斝𣁽𣁾 |
| 9              | 斞斟𣂃   |
| 10             | 斠斡     |
| 11             | 㪹𣂋     |
| 12             | 斢       |
| 13             | 㪺斣     |
| 14             | 𣂎       |
| 19             | 㪻 }-    |

韓文古漢字： 1.㪲：奴婢名用字；蟾也。癩蛤蟆；水田間道。水田埂。例：畓㪲。、2.㪳：奴婢名用字。